# Saison 1995-1996 de l'AJ Auxerre
Maillots
Chronologie
Saison précédente Saison suivante
Cette page présente la saison 1995-1996 de l'AJ Auxerre.

## Résumé de la saison
L'intersaison auxerroise est marquée par de nombreux transferts. Baticle, Guerreiro, Vahirua, Mahé, Martini, et Verlaat quittent l'AJA tandis que Guivarc'h, Tasfaout et Laurent Blanc rejoignent les rangs du club. Auxerre quitte rapidement l'Europe avec une élimination en seizième de finale de la C3 contre Nottingham Forest. Auxerre s'incline à domicile 1-0 après avoir tiré 26 fois au but. À la 33e minute, Ian Woan, le défenseur de Nottignham, repousse la balle derrière la ligne de but mais l'arbitre italien Pierluigi Collina ne valide pas le but. En championnat l'AJA commence par un bilan équilibré avec 1 victoire, 1 nul et 1 défaite après trois journées. 
Le 24 novembre 1995, le PSG est sacré champion d'automne avec 7 points d'avance sur Auxerre et Metz. Le 16 décembre 1995, pour la dernière journée avant la trêve hivernale le PSG compte six points d'avance sur Lens et dix sur l'AJA. Le PSG va alors s'incliner trois fois de suite en championnat : d'abord contre Monaco, puis le 11 février 1996, lors de la 27e journée, le PSG est battu à domicile par Montpellier 3 buts à 2 alors qu'ils menaient 2-0 à un quart d'heure de la fin. Le PSG perd ensuite à Strasbourg. Auxerre en profite et ne pointe plus qu'à trois points du PSG avec un match en retard. En parallèle à ces trois défaites en D1, le PSG est éliminée de la Coupe de France, en huitième de finale par l'AJ Auxerre (3-1). Le PSG va ensuite se ressaisir et reprendre 5 points d'avance sur l'AJA à l'issue de la 31e journée, Auxerre ayant par ailleurs perdu son match en retard. 
Lors de la 32e journée de D1, le PSG se déplace à Auxerre. Trois jours après avoir éliminé Parme en quart de finale de la C2, le PSG est battu 3 buts à 0. Le PSG ne compte plus que deux points d'avance sur l'AJA. Auxerre s'empare de la tête du classement lors de la 33e journée en s'imposant à Lille 4 buts à 0, pendant que le PSG s'incline à domicile 3-2 contre Metz. Auxerre est alors en tête du championnat avec un point d'avance sur le PSG et 3 sur Metz qui compte alors un match en retard. 
Le 13 avril 1996, en demi-finale de la Coupe de France, Auxerre élimine Marseille au Vélodrome lors de la séance des tirs au but. La 34e journée de D1 voit l'AJA et le PSG s'imposer (contre Bordeaux et Nice) puis faire tous les deux matchs nul lors de la 35e (contre Bastia et Martigues). Auxerre prend de l'avance lors de la 36e journée en battant Saint-Etienne pendant que le PSG est battu à domicile par Lille. l'AJA compte 4 points d'avance à deux journées de la fin et peut être sacrée dès l'avant dernière journée en réalisant un match nul à Guingamp. 
Le 4 mai, Auxerre remporte la deuxième Coupe de France de son histoire en battant Nîmes en finale 2 buts à 1. Le 11 mai 1996, Auxerre décroche le nul à Guingamp pendant que le PSG est tenu en échec à Bordeaux et que Metz s'incline à Nantes. L'AJA est sacrée champion de France pour la première fois de son histoire et réalise ainsi le doublé Coupe-Championnat. Lors de la dernière journée, Auxerre bat Nantes, le précédent champion, dans un match faisant office de passation de pouvoir.

## Les dirigeants
- Président : Jean-Claude Hamel.
- Directeur administratif : Jean Edy.

## Le staff technique
- Directeur sportif : Guy Roux.
- Entraîneur : Guy Roux.
- Entraîneur adjoint : Dominique Cuperly.
- Responsable de la formation : Daniel Rolland.

## Sponsors
- Poulets Duc.
- Groupe Bourgoin 89 Chailley.

## Les mouvements
| Nom                 | Nationalité   | Transfert                 | Provenance/Destination | Division              |
| Arrivées            |               |                           |                        |                       |
| Stéphane Guivarc'h  | France        | ?                         | EA Guingamp            |                       |
| Abdelhafid Tasfaout | Algérie       | ?                         | MC Oran                | Division 1 algérienne |
| Joueur prêté        |               |                           |                        |                       |
| Laurent Blanc       | France        | -                         | AS Saint-Étienne       |                       |
| Retours de prêt     |               |                           |                        |                       |
| Thomas Deniaud      | France        | -                         | SCO Angers             |                       |
| Guy Roger Nzamba    | Gabon         | -                         | SCO Angers             |                       |
| Didier Otokoré      | Côte d'Ivoire | -                         | EA Guingamp            |                       |
| Départs             |               |                           |                        |                       |
| Gérald Baticle      | France        | ?                         | RC Strasbourg          | Division 1            |
| Frank Verlaat       | Pays-Bas      | ?                         | VfB Stuttgart          | Bundesliga            |
| Bruno Martini       | France        | ?                         | Montpellier HSC        | Division 1            |
| Pascal Vahirua      | France        | ?                         | SM Caen                |                       |
| Raphaël Guerreiro   | France        | ?                         | SM Caen                |                       |
| Stéphane Mahé       | France        | ?                         | Paris SG               | Division 1            |
| Franck Soler        | France        | ?                         | FC Martigues           | Division 1            |
| Guy Roger Nzamba    | Gabon         | ?                         | FC 105 Libreville      | Division 1 Gabonaise  |
| Prêts               |               |                           |                        |                       |
| Laurent Ciechelski  | France        | -                         | FC Gueugnon            | Division 2            |
| Thomas Deniaud      | France        | prêté au mois de décembre | SCO Angers             | Division 2            |

## Effectif
| N° | Nom                        | Poste     | Naissance  | Nationalité sportive* |
|    | Lionel Charbonnier         | Gardien   | 25-10-1966 | France                |
|    | Fabien Cool                | Gardien   | 28-09-1974 | France                |
|    | Ronan Le Crom              | Gardien   | 13-07-1974 | France                |
|    | Joël André                 | Défenseur | 25-05-1972 | France                |
|    | Laurent Blanc              | Défenseur | 19-11-1965 | France                |
|    | Frédéric Danjou            | Défenseur | 28-09-1974 | France                |
|    | Alain Goma                 | Défenseur | 28-09-1974 | France                |
|    | Franck Rabarivony          | Défenseur | 15-11-1970 | France                |
|    | Christophe Rémy            | Défenseur | 06-08-1971 | France                |
|    | Franck Silvestre           | Défenseur | 05-04-1967 | France                |
|    | Taribo West                | Défenseur | 26-03-1974 | Nigeria               |
|    | Christian Henna            | Milieu    | 10-03-1972 | France                |
|    | Yann Lachuer               | Milieu    | 05-08-1972 | France                |
|    | Sabri Lamouchi             | Milieu    | 09-11-1971 | France                |
|    | Corentin Martins           | Milieu    | 11-07-1969 | France                |
|    | Jacques-Désiré Périatambée | Milieu    | 15-10-1975 | France                |
|    | Moussa Saïb                | Milieu    | 05-03-1969 | Algérie               |
|    | Abdelhafid Tasfaout        | Milieu    | 11-02-1969 | Algérie               |
|    | Philippe Violeau           | Milieu    | 10-09-1970 | France                |
|    | Christophe Cocard          | Attaquant | 23-11-1967 | France                |
|    | Thomas Deniaud             | Attaquant | 31-08-1971 | France                |
|    | Bernard Diomède            | Attaquant | 23-01-1974 | France                |
|    | Stéphane Guivarc'h         | Attaquant | 06-09-1970 | France                |
|    | Lilian Laslandes           | Attaquant | 04-09-1971 | France                |
|    | Fabrice Lepaul             | Attaquant | 17-11-1976 | France                |
|    | Georges Moureaux           | Attaquant | 10-06-1969 | France                |

## Matchs officiels
| Date     | Compétition        | Adversaire             | Lieu   | Score            | Buteur AJA                              | Class. | Public |
| -------- | ------------------ | ---------------------- | ------ | ---------------- | --------------------------------------- | ------ | ------ |
| 19 juil. | L1-J01             | FC Nantes              | Ext.   | 1-0              | -                                       | 16e    | 27.447 |
| 26 juil. | L1-J02             | FC Gueugnon            | Dom.   | 4-0              | Silvestre, Guivarc'h, Martins, Tasfaout | 8e     | 10.959 |
| 5 août   | L1-J03             | AS Monaco              | Ext.   | 2-2              | Guivarc'h, Saïb                         | 9e     | 11.632 |
| 9 août   | L1-J04             | RC Lens                | Dom.   | 1-0              | -                                       | 12e    | 13.922 |
| 19 août  | L1-J05             | Montpellier HSC        | Ext.   | 3-1              | Laslandes                               | 17e    | 13.735 |
| 26 août  | L1-J06             | AS Cannes              | Dom.   | 5-1              | Saïb, Laslandes x2, Cocard, Martins     | 13e    | 8.833  |
| 29 août  | L1-J07             | Le Havre AC            | Ext.   | 4-0              | Martins, Saïb, Laslandes, Cocard        | 8e     | 10.155 |
| 9 sept.  | L1-J08             | RC Strasbourg          | Dom.   | 1-0              | Tasfaout                                | 5e     | 9.500  |
| 16 sept. | L1-J09             | Olympique lyonnais     | Ext.   | 1-0              | Diomède                                 | 4e     | 23.211 |
| 22 sept. | L1-J10             | Stade rennais          | Dom.   | 2-1              | Laslandes, Tasfaout                     | 3e     | 8.000  |
| 30 sept. | L1-J11             | FC Metz                | Ext.   | 3-1              | Martins                                 | 4e     | 23.509 |
| 4 oct.   | L1-J12             | FC Martigues           | Ext.   | 2-1              | Guivarc'h, Lamouchi                     | 4e     | 3.500  |
| 14 oct.  | L1-J13             | OGC Nice               | Dom.   | 2-1              | Lamouchi, Tasfaout                      | 3e     | 8.000  |
| 22 oct.  | L1-J14             | Paris SG               | Ext.   | 3-1              | Cocard                                  | 4e     | 36.167 |
| 27 oct.  | L1-J15             | Lille OSC              | Dom.   | 2-1              | Tasfaout                                | 4e     | 6.070  |
| 4 nov.   | L1-J16             | Girondins de Bordeaux  | Ext.   | 1-0              | Saïb                                    | 4e     | 16.028 |
| 8 nov.   | L1-J17             | SC Bastia              | Dom.   | 3-0              | Laslandes x2, Cocard                    | 3e     | 5.277  |
| 19 nov.  | L1-J18             | AS Saint-Étienne       | Ext.   | 5-0              | Laslandes x2, Cocard, CSC, Martins      | 2e     | 10.003 |
| 25 nov.  | L1-J19             | EA Guingamp            | Dom.   | 2-1              | Diomède                                 | 2e     | 9.070  |
| 30 nov.  | L1-J20             | FC Gueugnon            | Ext.   | 0-0              | -                                       | 3e     | 8.091  |
| 9 dec.   | L1-J21             | AS Monaco              | Dom.   | 2-1              | Lamouchi                                | 3e     | 15.000 |
| 13 dec.  | CL-1/16e           | RC Lens                | Dom.   | 2-0              | Lepaul, Deniaud                         | -      | 4.000  |
| 16 dec.  | L1-J22             | RC Lens                | Ext.   | 0-0              | -                                       | 4e     | 23.050 |
| 10 janv. | L1-J23             | Montpellier HSC        | Dom.   | 1-0              | Diomède                                 | 4e     | 4.708  |
| 13 janv. | CF-1/32e de finale | Olympique lyonnais     | Ext.   | 1-0              | Cocard                                  | -      | 8.120  |
| 17 janv. | CL-1/8e            | AS Monaco              | Ext.   | 2-0              | -                                       | -      | 3 000  |
| 20 janv. | L1-J24             | AS Cannes              | Ext.   | 1-0              | Laslandes                               | 3e     | 3.838  |
| 27 janv. | L1-J25             | Le Havre AC            | Dom.   | 1-0              | Lamouchi                                | 2e     | 4.905  |
| 3 fév.   | CF-1/16e de finale | Le Mans UC 72          | Ext.   | 2-0              | Guivarc'h, Cocard                       | -      | 10.500 |
| 10 fév.  | L1-J27             | Olympique lyonnais     | Dom.   | 2-0              | Cocard, Diomède                         | 2e     | 7.211  |
| 17 fév.  | L1-J28             | Stade rennais          | Ext.   | 2-1              | Saïb                                    | 3e     | 16.882 |
| 23 fév.  | CF-1/8e de finale  | Paris SG               | Dom.   | 3-1              | Laslandes x2, Lamouchi                  | -      | 14.980 |
| 27 fév.  | L1-J29             | FC Metz                | Dom.   | 0-0              | -                                       | 3e     | 12.000 |
| 2 mars   | L1-J30             | FC Martigues           | Dom.   | 4-0              | Martins x3, Lepaul                      | 3e     | 5.000  |
| 5 mars   | L1-J26             | RC Strasbourg          | Ext.   | 1-0              | -                                       | 3e     | 15.852 |
| 9 mars   | L1-J31             | OGC Nice               | Ext.   | 3-1              | Blanc, Laslandes, Diomède               | 2e     | 4.756  |
| 16 mars  | CF-1/4 finale      | ASOA Valence           | Ext.   | 0-2              | Blanc, Diomède                          | -      | 14.082 |
| 24 mars  | L1-J32             | Paris SG               | Dom.   | 3-0              | Diomède, Martins, CSC                   | 2e     | 20.000 |
| 30 mars  | L1-J33             | Lille OSC              | Ext.   | 4-0              | Martins x2, Lamouchi x2                 | 1e     | 11.080 |
| 9 avril  | L1-J34             | Girondins de Bordeaux  | Dom.   | 2-0              | Blanc, Martins                          | 1e     | 18.020 |
| 13 avril | CF-1/2 finale      | Olympique de Marseille | Ext.   | 1-1 ap (3-1 tab) | Lamouchi                                | -      | 26.670 |
| 20 avril | L1-J35             | SC Bastia              | Ext.   | 1-1              | Saïb                                    | 1e     | 4.569  |
| 26 avril | L1-J36             | AS Saint-Étienne       | Dom.   | 2-0              | Diomède, Laslandes                      | 1e     | 13.000 |
| 4 mai    | CF-Finale          | Nîmes Olympique        | Neutre | 2-1              | Blanc, Laslandes                        | -      | 44.921 |
| 11 mai   | L1-J37             | EA Guingamp            | Ext.   | 1-1              | Diomède                                 | 1e     | 15.789 |
| 18 mai   | L1-J38             | FC Nantes              | Dom.   | 2-1              | Diomède, Martins                        | 1e     | 20.306 |

## Bilan

### Meilleurs buteurs
- 13 buts : Corentin Martins
- 12 buts : Lilian Laslandes
- 9 buts : Bernard Diomède
- 6 buts : Christophe Cocard, Sabri Lamouchi, Moussa Saïb
- 5 buts : Abdelhafid Tasfaout